# Isaiah Mobley
Eric Isaiah Mobley (San Diego, California, 24 de septiembre de 1999) es un jugador de baloncesto estadounidense que pertenece a la plantilla de los Delaware Blue Coats de la G League. Con 2,03 metros de estatura, juega en la posición de ala-pívot. Es hermano mayor del también jugador profesional Evan Mobley.

## Trayectoria deportiva

### Universidad
Después de participar en el prestigioso McDonald's All-American Game, jugó tres temporadas con los Trojans de la Universidad del Sur de California, en las que promedió 10,1 puntos, 7,0 rebotes y 2,0 asistencias por partido. Como júnior promedió 14,2 puntos, 8,3 rebotes y 3,3 asistencias por partido, siendo incluido en el mejort quinteto de la Pac-12 Conference. El 11 de abril de 2022 se declaró elegible para el draft de la NBA, renunciando a su elegibilidad universitaria restante.

#### Estadísticas
| Año     | Equipo | PJ | PT | MPP  | %TC  | %3P  | %TL  | RPP | APP | ROB | TPP | PPP  |
| ------- | ------ | -- | -- | ---- | ---- | ---- | ---- | --- | --- | --- | --- | ---- |
| 2019–20 | USC    | 31 | 8  | 20.3 | .474 | .286 | .521 | 5.3 | 1.0 | .6  | .6  | 6.2  |
| 2020–21 | USC    | 32 | 32 | 28.0 | .472 | .436 | .545 | 7.3 | 1.6 | .4  | .9  | 9.9  |
| 2021–22 | USC    | 32 | 32 | 34.1 | .445 | .352 | .682 | 8.3 | 3.3 | .8  | .9  | 14.2 |
| Total   | Total  | 95 | 72 | 27.5 | .460 | .360 | .596 | 7.0 | 2.0 | .6  | .8  | 10.1 |

### Profesional
Fue elegido en la cuadragésimo novena posición del Draft de la NBA de 2022 por los Cleveland Cavaliers. El 2 de julio de 2022 firmó un contrato dual con los Cavs y su filial en la G League, los Cleveland Charge.
El 30 de septiembre de 2024 firmó con los Philadelphia 76ers, pero fue despedido el 17 de octubre. El 28 de octubre, se unió a los Delaware Blue Coats.

## Estadísticas de su carrera en la NBA

### Temporada regular
| Año     | Equipo       | PJ | PT | MPP  | %TC  | %3P  | %TL   | RPP | APP | ROB | TPP | PPP |
| ------- | ------------ | -- | -- | ---- | ---- | ---- | ----- | --- | --- | --- | --- | --- |
| 2022-23 | Cleveland    | 12 | 0  | 7.0  | .429 | .375 | 1.000 | 1.7 | .3  | .3  | .3  | 2.6 |
| 2023-24 | Cleveland    | 10 | 0  | 7.2  | .417 | .300 | .000  | 1.0 | .6  | .2  | .0  | 2.3 |
| 2024-25 | Philadelphia | 1  | 0  | 17.4 | .286 | .333 | .500  | 4.0 | 5.0 | 1.0 | 1.0 | 6.0 |
| Total   | Total        | 23 | 0  | 7.5  | .407 | .333 | .714  | 1.5 | .6  | .3  | .2  | 2.6 |